# Коноплёв, Николай Алексеевич
Николай Алексеевич Коноплёв (1865, Тотемский уезд, Вологодская губерния — 1937) — священнослужитель Русской православной церкви. Магистр богословия (1934).
Публицист и педагог, автор исторических исследований о святых Вологодского края, многочисленных очерков по местной агиографии.

## Биография
Родился в 1865 году в Вологодской губерни. Отец — священник Алексей Коноплёв (1840—1872), мать — Клавдия Васильевна Коноплёва (ок. 1843 — 18.11.1907)
В 1879 году окончил Вологодское духовное училище по I разряду. В 1885 году окончил Вологодскую духовную семинарию и принят на первый курс Казанской духовной академии волонтёром, а затем зачислен студентом.
В 1889 году окончил Казанскую духовную академию со степенью кандидата богословия и 10 ноября был назначен преподавателем Архангельского епархиального женского училища.
С 19 декабря 1891 года — преподаватель Минской духовной семинарии. Был редактором «Минских епархиальных ведомостей».
С 20 августа 1898 года — законоучитель Вологодской гимназии и священник. С 14 декабря 1906 года — преподаватель Вологодской духовной семинарии.
В 1906—1909 годы — редактор «Церковного слова» — приложения к «Вологодским епархиальным ведомостям».
С 2 сентября 1916 года — смотритель Балашовского духовного училища. 29 июня 1917 года был удостоен возложения палицы.
Был перепутан с епископом Николаем (Позднеевым), рукоположенным 11 июля 1921 года во епископа Балашовского, викария Саратовской епархии. Также не соответствует действительности то, что он с 1918 года был епископом Петровским, викарием той же епархии. Информация об этом, приведённая в списке М. Е. Губонина, попала в другие источники. По мнению священника Максима Плякина, «возникновение двух епископов Николаев в списке именно Петровских викариев связано с тем, что до октябрьского переворота Спасо-Преображенский мужской монастырь города Саратова был резиденцией 2-го викария Саратовской епархии, носившего титул епископа Петровского, и упоминание епископа Николая как настоятеля Спасо-Преображенского монастыря по ассоциации повлекло почисление означенных викариев в список архиереев, занимавших Петровскую кафедру». В действительности их на Петровской кафедре не могло быть, поскольку титул правящего Саратовского Преосвященного, каковым был на описываемое время епископ Досифей (Протопопов), после учреждения Царицынского викариатства и назначения на него 15 сентября 1918 года епископа Петровского Дамиана (Говорова) был изменён с «Саратовский и Царицынский» на «Саратовский и Петровский». Титул епископа Досифея оставался неизменным вплоть до почисления его на покой 9 ноября 1927 года.
20 августа 1934 года был удостоен учёной степени магистра богословия, что нашло отражение в решении Временного Патриаршего Священного Синода от 5 сентября 1934 года

Слушали: Отзыв Преосвященного митрополита Ташкентского от 20 августа 1934 года об удостаивании протоиерея Н. Коноплева ученой степени магистра богословия за представленные на соискание сей степени сочинения «Святые Вологодского края» (1-е изд., Москва, 1895) и «Святые Вологодского края» (тетради I—II, стр. I—XXXIX + 1 + 327) и резолюцию Его Блаженства на отзыве: «Согласно отзыву доктора церковной истории Преосвященного митрополита Ташкентского удостоить протоиерея Н. Коноплева степени магистра богословия».

Постановили: Принять к сведению и об удостаивании степени магистра богословия уведомить протоиерея Н. Коноплева указом.
Данные о последних годах жизни о. Николая Коноплева находятся в воспоминаниях многолетнего помощника инспектора Вологодской семинарии Н. А. Ильинского: «В настоящее время Николай Алексеевич находится в г. Саратове при одной из церквей этого города. О. протоиерей отличался общительностью и гостеприимством. Умер в 1937 г.»

## Труды
- Святые Вологодского края : Исслед. Николая Коноплева. — Москва: Унив. тип., 1895. — 131 с.
- «Священная История Нового Завета». — Сергиев Посад, 1902.
- Руководство к первоначальному наставлению в законе божием : В объеме курса церк.-приход. шк., нар. уч-щ и приготов. кл. сред. учеб. заведений М.Н.П.. — Сергиев Посад: тип. Св.-Троиц. Сергиевой лавры, 1911. — 176 с.
- Спасовсеградский собор в городе Вологде и его святыни : Памятная кн. — Сергиев Посад : тип. Свято-Троиц. Сергиевой лавры, 1915. — 48 с.
- «Священная история Ветхого Завета в объёме курса средних учебных заведений и духовных училищ». — Сергиев Посад, 1915.